# Ковалево (Черниговская область)
Кавале́во (укр. Ковальове) — село, расположенное на территории Бахмачского района Черниговской области (Украина).
Население составляет 4 жителя (2006 год). Плотность населения — 307,69 чел/кв.км.
Впервые упоминается в 1924 году.
Село Ковалево находится примерно в 27 км к югу от центра города Бахмач. Средняя высота населённого пункта — 141 м над уровнем моря. Село находится в зоне умеренно континентального климата.
Национальный состав представлен преимущественно украинцами, конфессиональный состав — христианами.